# Лікар і чаклун (фільм, 1957)
«Лікар і чаклун» (італ. Il medico e lo stregone) — італійсько-французька кінокомедія 1957 року режисера Маріо Монічеллі.

## Сюжет
На роботу до маленького містечка в горах південної Італії Базиліката приїжджає молодий лікар Франческо Марчетті (Марчелло Мастроянні). Але лікуванням жителів займається місцевий цілитель Антоніо Локоратоло (Вітторіо Де Сіка), якому не потрібна конкуренція офіційної медицини. Недобросовісний шахрай вирішує за всяку ціну позбутися свого супротивника.

## Ролі виконують
- Вітторіо де Сіка — Антоніо Локоратоло
- Марчелло Мастроянні — Франческо Марчетті
- Лорелла де Лука — Кламіде
- Маріса Мерліні — Мафальда
- Вірджильйо Р'єнто[it] — Умберто
- Карло Таранто[it] — Скарафоне
- Іларія Оккіні — Розіна
- Ріккардо Гарроне — бригадир карабінерів
- Альберто Сорді — Корадо
- Габріелла Паллотта — Пасква
- Джино Буццанка[it] — голова міста
- Франко Ді Трокійо[it] — Віто

## Навколо фільму
- Фільмування відбувалося в містечку Альбано-ді-Луканії, в італійській провінції Потенца, та в містечках Сан-Мартіно-аль-Чіміно[it] і Валентано, в провінції Вітербо.